# Antic Ajuntament de Redovà
L'Antic Ajuntament de Redovà és un edifici situat en la Plaça de l'Ajuntament de Redovà (Baix Segura, País Valencià). Compta amb una torre-rellotge que data de finals del segle xix, artesanal i de gran valor artístic, amb un impressionant mecanisme i campanar. Va ser seu dels primers ajuntaments constituïts en el municipi.
En la part baixa de l'edifici es trobaven els calabossos. Una vella escala de caragol conduïx fins a la magnífica Torre del Rellotge. En 1998, l'Ajuntament de Redovà, conscient de la importància històrica d'aquest immoble va executar un projecte de reforma i acondicionament de les instal·lacions de l'edifici, conservant l'aspecte tradicional d'aquest, amb amplis ventanals allargats.
Té un ampli Saló d'Actes en la primera planta i una balconada clàssica de gran bellesa artística, que guarda consonància amb l'estil de l'edifici.